# Yao Wenyuan
Yao Wenyuan (pinyin: Yáo Wényuán, Wade–Giles: Yao2 Wen2-yüan2; AFI: [jɑ̌ʊ wə̌nɥɛ̌n]; Zhuji, 12 de janeiro de 1931 – Zheijiang, 23 de dezembro de 2005) foi um crítico literário chinês, político e um dos membros da Gangue dos Quatro, um grupo de oficiais do governo chinês ultramaoístas durante a Revolução Cultural Chinesa.

## Biografia
Yao Wenyuan nasceu em Zhuji, Zhejiang. Seu pai, Yao Pengzi, era um escritor, tradutor e crítico de arte.
Yao iniciou sua carreira em Xangai como crítico literário, ganhando notoriedade por seus ataques contra colegas, como o realizado em junho de 1957 contra o jornal Wenhuibao. A partir desse período, passou a colaborar com políticos de esquerda em Xangai, incluindo Zhang Chunqiao, então chefe do departamento de propaganda da cidade.

Em 6 de outubro de 1976, foi preso por sua participação na Revolução Cultural e, em 1981, sentenciado a 20 anos de prisão. Após cumprir sua pena, foi libertado em 5 de outubro de 1996. Passou o restante de sua vida escrevendo um livro e estudando a história chinesa, vivendo entre Huchou e Xangai. Tornou-se o último membro sobrevivente da Gangue dos Quatro após a morte de Zhang Chunqiao em abril de 2005. De acordo com a agência de notícias chinesa Xinhua, Yao morreu de complicações relacionadas à diabetes em 23 de dezembro de 2005, aos 74 anos. 

## Publicações
- Yao Wen-yuan: On the Social Basis Of The Lin Piao Antiparty Clique. Foreign Languages Press, Peking 1975.